# 14026 Ескердо
14026 Ескердо (14026 Esquerdo) — астероїд головного поясу, відкритий 28 вересня 1994 року.
Тіссеранів параметр щодо Юпітера — 3,532.